# Энгдаль, Нильс
Нильс Энгдаль (1898 — 1983) — шведский легкоатлет. На олимпийских играх 1920 года выиграл бронзовую медаль в беге на 400 метров, показав результат 49,9 а также занял 5-е место в составе эстафетной команды 4×400 метров и участвовал в беге на 800 метров, но не смог пробиться в финал. На Олимпиаде 1924 года выиграл серебряную медаль в эстафете 4×400 метров. Также участвовал в беге на 400 метров, где не смог выйти в финал и в эстафете 4×100 метров. 16 раз становился чемпионом Швеции на дистанциях 100, 200 и 400 метров.
Был женат на пловчихе Сигне Юханссон, участнице олимпийских игр 1924 года.